# Tetracassis lyra
Tetracassis lyra is een keversoort uit de familie bladkevers (Chrysomelidae). De wetenschappelijke naam van de soort werd in 1898 gepubliceerd door Spaeth.